# Pertosa
Pertosa es una localidad y comune italiana de la provincia de Salerno, región de Campania, con 701 habitantes.

## Evolución demográfica

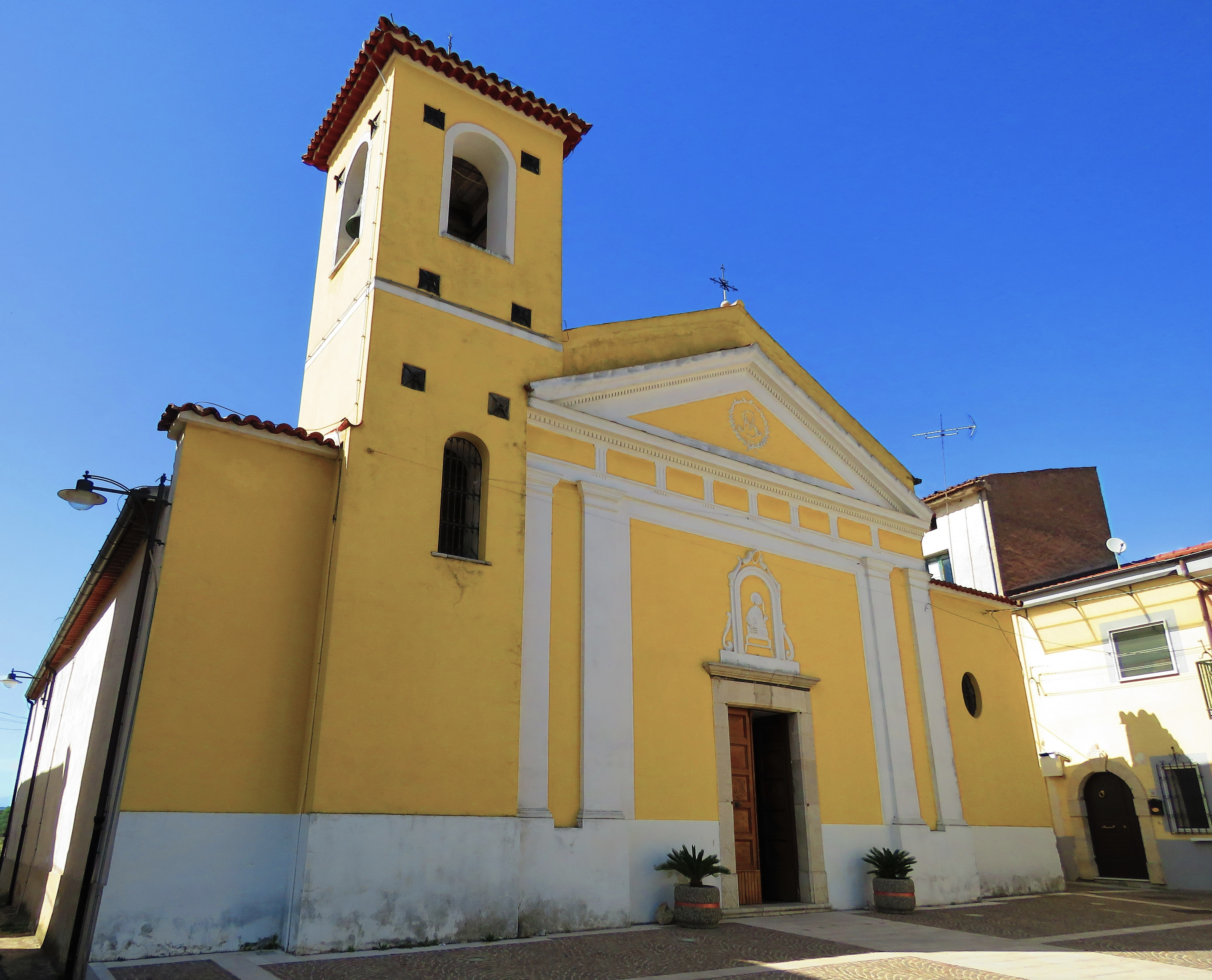
Iglesia de Santa Maria delle Grazie

| Gráfica de evolución demográfica de Pertosa entre 1861 y 2001 |
|                                                               |
| Fuente ISTAT - elaboración gráfica de Wikipedia               |